# Annette Page
Annette Page (Manchester, 18 dicembre 1932 – 4 dicembre 2017) è stata una danzatrice britannica, prima ballerina del Royal Ballet dal 1958 al 1967.

## Biografia
Annette Page nacque a Manchester nel 1932, primogenita di Margaret e James Lees Page. Iniziò a studiare danza all'età di quattro anni e decise di diventare una ballerina a undici anni dopo aver visto il Sadler's Wells Ballet danzare nella natia Manchester e, grazie a Moira Shearer, amica della sua insegnante di danza, ottenne una borsa di studio per la Sadler's Wells School. A diciassette anni fu scritturata dal Sadler's Wells Theatre Ballet e l'anno successivo Ninette de Valois la volle nella compagnia principale con sede al Covent Garden.
Inaugurò gli anni cinquanta danzando ruoli principali nei nuovi balletti di Kenneth MacMillan Agon e Danses concertantes, oltre a danzare grandi ruoli del repertorio femminile ne Il lago dei cigni e L'uccello di fuoco. Nonostante la nomina a prima ballerina e i grandi apprezzamenti per la purezza del suo stile e le grandi doti comiche, la carriera di Page fu ostacolata dal ritorno nella compagnia di Margot Fonteyn e dall'ascesa di una nuova generazione di ballerine come Lynn Seymour, Antoinette Sibley e Svetlana Berëzova.
Ciò limitò fortemente il numero di ruoli importanti che ebbe la possibilità di danzare verso la fine del decennio e i primi anni sessanta. Spesso infatti ebbe modo di interpretare ruoli da protagonista solo in veste di sostituta di colleghe più celebri: nel 1964, ad esempio, danzò al posto di Fonteyn nel ruolo di Aurora ne La bella addormentata accanto a Rudol'f Nureev. Danzò ancora con Nureev anche ne La Bayadère e fece da partner a molti dei maggiori ballerini dell'epoca, tra cui Christopher Gable, Donald MacLeary, Anthony Dowell e Ronald Hynd, che sposò nel 1954 e con cui ebbe una figlia nel 1968. Acclamata interprete dell'opera di Frederick Ashton, diede il suo addio alle scene danzando nel ruolo di Lise ne La fille mal gardée all'età di 34 anni.
Successivamente seguì il marito in Germania, dove fu maitresse de ballet del Balletto di Stato Bavarese tra il 1973 e il 1976. È morta a causa della sclerosi multipla nel 2017 all'età di 84 anni.